# Muhàmmad al-Qàïm
Abu-Abd-Al·lah Muhàmmad ibn Abd-ar-Rahman al-Mahdí al-Qàïm bi-amr Al·lah , també conegut com a Abu-Abd-Al·lah al-Mahdí al-Qàïm o simplement Muhàmmad al-Qàïm (en àrab محمد المهدي القائم بأمر الله) fou el fundador de la dinastia sadita.
Els xorfa (els descendents de Fàtima az-Zahrà filla de Mahoma) havien emigrat d'Aràbia al Marroc al segle xiv i s'havien instal·lat a una vall al riu Draa (i una branca a Tafilalt, anomenats chorfa hasànides o alides) i no van tardar a adquirir una gran reputació religiosa entre les tribus del sud del país. Al segle xv es van sentir obligats a protegir a les poblacions del sud contra els atacs dels portuguesos de Santa Cruz. Al segle xvi es beneficiaven del prestigi que el renaixement islàmic del país produïa entre el poble per les personalitats religioses. Entre 1509 i 1511 el xerif de Tagmaddart, al Draa, Muhammad Abu Abd Allah al-Qàïm, va rebre la petició de posar-se al front dels musulmans contra el cristians i va acceptar; es diu que primer li fou oferta la direcció de la lluita al santó local Abu Abd Allah Muhammad ibn Mubarak, però aquest va refusar i els va dirigir al xerif. Aquest, secundat pels marabuts i en especial pel santó Sidi Barakat ibn Muhammad ibn Abu Bakr al-Tadsi del Sus, va iniciar la lluita (gihad) contra els portuguesos. Muhammad va encarregar al seu fill gran Ahmad al-Araj de governar el Sus en nom seu, i al fill segon Abu Abd Allah Muhammad (després Muhammad I al-Mahdi) el va conservar al seu costat com lloctinent i va fer la guerra santa contra els cristians i especialment contra els de Santa Cruz a la desembocadura del Sous, que esdevindria Agadir.
El 1511 se li van adherir els Masmuda i es va fer un primer atac a la posició cristiana de Funti (Teftent, després Agadir) des de la seva base de Tadsi. Aquest atac fou victoriós però sembla que poc decisiu. En aquest temps Muhammad Abu Abd Allah al-Qàïm es va beneficiar del suport dels wattàsides de Marràqueix que el va abastir d'armament. al-Qàïm va tornar a la regió del Draa i no va retornar a Tadsi fins dos anys després. Les tribus Haha i Shiadma se li van sotmetre voluntàriament, i li van demanar ajut contra els atacs cristians. Va anar al seu territori deixant al Sus al seu fill Abu Abd Allah Muhammad com a governador. El 1513 Lleó l'Africà va trobar al fill Muhammad com a governador de la plana i el costat meridional de l'alt Atles, i de fet actuava de manera independent del seu pare absent.
Muhammad Abu Abd Allah al-Qàïm va restar a Foughal al país dels haha, on va morir el 1517 sent enterrat al mausoleu del santó local Abu Abd Allah Sidi Muhammad ibn Sulayman al-Djazuli (després el cos del sant fou traslladat a Marràqueix per Ahmad al-Araj que al mateix temps hi va portar els del seu pare). El seu fill Muhammad I al-Mahdi el va succeir al sud de l'Atles i Ahmad al-Araj va rebre el govern dels territoris al nord de l'Atles.